# Nymphorgerius rotunda
Nymphorgerius rotunda är en insektsart som beskrevs av Kusnezov 1936. Nymphorgerius rotunda ingår i släktet Nymphorgerius och familjen Dictyopharidae. Inga underarter finns listade i Catalogue of Life.